# Медведников, Прокопий Фёдорович
Прокопий Фёдорович Медведников (1774 — 26 июня 1843) — иркутский купец I гильдии, потомственный почётный гражданин, городской голова Иркутска в 1814—1817 гг.

## Биография
Родился в 1774 году, младший из сыновей Ф. О. Медведникова. До 1811 года включительно состоял в общесемейном капитале, первоначально во II гильдии, а с 1808 года — в I гильдии. В 1811 лично записался в купцы I гильдии с капиталом 50 000 руб. Был в числе трёх самых богатых купцов Иркутска. Создатель и глава фирмы «Торговый дом купца П. Медведникова с сыновьями». С 1812 года и в течение 15 лет производил в больших размерах товарооборот, от которого получал баснословные прибыли. Товарооборот протекал так: первоначально русская пушнина менялась на товары из Китая, они — на русские, потом обратно русские товары на пушнину. Некоторое время являлся монополистом в сфере торговли пушниной в Якутии. Обладал широкой сетью приказчиков, которые дислоцировались по всей Сибири. В 1814—1817 гг. являлся городским головой Иркутска. Жертвовал на различные благотворительные цели, так, в 1835 году на его средства было начато строительство Успенской церкви. Умер 26 июня 1843 года в возрасте 69 лет, похоронен в паперти Успенской церкви под приличным памятником (могилы ныне не существует).